# ROS (Betriebsart)
ROS ist eine Fernschreib-Betriebsart im Amateur- und CB-Funk.

## Beschreibung
ROS wurde 2010 vom spanischen Funkamateur José Alberto Nieto Ros (Amateurfunkrufzeichen EA5HVK) publiziert. Es eignet sich für schwierige Übertragungsverhältnisse, wie sie auf Kurzwelle oder bei Erde-Mond-Erde typisch sind (niedriges Signal-Rausch-Verhältnis und Mehrwegempfang). Das Signal kann noch decodiert werden, wenn es mehr als 30 dB schwächer als das Rauschen ist, d. h. vom menschlichen Ohr nicht mehr wahrgenommen werden kann.
Das Signal wird mit Mehrfach-Frequenzumtastung (MFSK mit 16 Tönen) und einer Vorwärtsfehlerkorrektur (FEC) gesendet, vergleichbar mit Olivia MFSK, aber aufgrund der höheren Bandbreite mit geringeren Anforderungen an das Signal-Rausch-Verhältnis. Ein ROS-Signal kann verschiedene Formate haben, verwendet wird üblicherweise eine Bandbreite von 2250 Hz mit einer Baudrate von 4, 8 oder 16. Die Töne haben einen Abstand von 125 Hz, bei der schmalbandigeren Variante 32,5 Hz und bei der Version für die Amateurfunkbänder auf Mittel- und Langwelle einen Abstand von nur 6,5 Hz.
Da der Erfinder ROS zuerst als Spread-Spectrum-Verfahren bezeichnete, äußerte die amerikanische Lizenzbehörde FCC Bedenken zur Verwendung auf Kurzwelle. In den USA darf Spread Spectrum von Funkamateuren nur auf Frequenzen ab 222 MHz verwendet werden. Es handelt sich jedoch nicht um ein Spread-Spectrum-Verfahren.
Die erste Verbindung mit ROS fand am 18. Februar 2010 auf dem 40-Meter-Band statt, von Spanien nach den Niederlanden. Am 22. Februar 2010 folgte die erste Erde-Mond-Erde-Zweiwegverbindung, zwischen Deutschland und Griechenland im 2-Meter-Band. Die erste ROS-Verbindung mit einer speziell dazu lizenzierten Amateurfunkstation in den USA fand am 1. Februar 2012 (UTC) auf dem 30-Meter-Band nach Spanien statt.

## Frequenzen

### Amateurfunk
Folgende Frequenzen sind Vorzugsfrequenzen von ROS im Amateurfunk:
| 2,2 km      | Mode |
| ----------- | ---- |
| 136 kHz     | USB  |
| 630 m       | Mode |
| 476 kHz     | USB  |
| 160 m       | Mode |
| 1.840 kHz   | USB  |
| 80 m        | Mode |
| 3.583 kHz   | USB  |
| 3.585 kHz   | USB  |
| 3.587 kHz   | USB  |
| 3.589 kHz   | USB  |
| 60 m        | Mode |
| 5.367 kHz   | USB  |
| 40 m        | Mode |
| 7.040 kHz   | USB  |
| 7.044 kHz   | USB  |
| 7.046 kHz   | USB  |
| 7.048 kHz   | USB  |
| 30 m        | Mode |
| 10.132 kHz  | USB  |
| 10.134 kHz  | USB  |
| 20 m        | Mode |
| 14,088 MHz  | USB  |
| 14,101 MHz  | USB  |
| 14,103 MHz  | USB  |
| 14,116 MHz  | USB  |
| 17 m        | Mode |
| 18,107 MHz  | USB  |
| 18,111 MHz  | USB  |
| 15 m        | Mode |
| 21,110 MHz  | USB  |
| 21,115 MHz  | USB  |
| 12 m        | Mode |
| 24,916 MHz  | USB  |
| 24,926 MHz  | USB  |
| 10 m        | Mode |
| 28,185 MHz  | USB  |
| 28,295 MHz  | USB  |
| 6 m         | Mode |
| 50,245 MHz  | USB  |
| 4 m         | Mode |
| 70,280 MHz  | USB  |
| 2 m         | Mode |
| 144,980 MHz | USB  |
| 70 cm       | Mode |
| 432,097 MHz | USB  |

### CB-Funk
Folgende Frequenzen im 11-Meter-Band sind Vorzugsfrequenzen von ROS im CB-Funk:
| 11 m       | CEPT-Kanal                                     | Mode |
| ---------- | ---------------------------------------------- | ---- |
| 27,235 MHz | Kanal 24                                       | USB  |
| 27,365 MHz | Kanal 36                                       | USB  |
| 27,635 MHz | (kein Kanal; liegt in der Nähe von UK-Kanal 4) | USB  |

Die Frequenz 27,635 MHz liegt außerhalb der für CB-Funk oder Amateurfunk zugelassenen Bereiche. Sie ist somit in Deutschland i. A. nicht legal nutzbar.